# Eugenia manickamiana
Eugenia manickamiana là một loài thực vật có hoa trong Họ Đào kim nương. Loài này được Murugan mô tả khoa học đầu tiên năm 2002.